# Чемпионат мира по футболу 2022 (отборочный турнир, АФК)
Отборочный турнир чемпионата мира по футболу 2022 в Азии проходил с 6 июня 2019 года по 7 июня 2022 года и определил участников чемпионата мира в Катаре от АФК. Сборная Катара также принимала участие в турнире, но для неё он играл роль отбора на Кубок Азии 2023 года.
В финальный турнир вышли 4 команды, ещё одна команда участвовала в межконтинентальных стыковых матчах, и сборная Катара уже гарантировала себе участие на чемпионате мира.

## Формат
Отборочный турнир состоял из четырёх раундов:
- Первый раунд: 12 худших сборных (согласно рейтингу ФИФА) разбиваются на пары согласно жребию и играют друг с другом два матча на своём поле и на поле соперника. 6 победителей проходят во второй раунд.
- Второй раунд: 6 победителей первого раунда и оставшиеся 34 азиатские сборные согласно жребию разбиваются на 8 групп, в рамках которых проводится традиционный двухкруговой турнир. Восемь победителей групп и четыре лучшие сборные из занявших вторые места проходят в третий раунд и одновременно получают путёвки в финальный турнир Кубка Азии 2023 (остальные 11 мест на Кубке Азии разыгрываются в дополнительном групповом турнире, не связанном с отбором к чемпионату мира).
- Третий раунд: 12 команд будут разбиты на 2 группы по 6 команд, где каждая команда с каждой сыграют по две игры — «дома» и «в гостях» (всего 10 игр). Две лучшие команды из каждой группы напрямую проходят в финальную часть чемпионата мира. Команды, занявшие третьи места, проходят в четвёртый раунд.
- Четвёртый раунд: 2 команды из занявших третьи места сыграют друг с другом одну игру, победитель выходит на межконтинентальный стыковой матч.

## Участники
В отборочном турнире стартовали команды от всех 46 членов АФК. Они были разделены на две части в соответствии с рейтингом ФИФА на апрель 2019 года.
| Стартуют со второго раунда (Позиции с 1-й по 34-ю) | Стартуют со второго раунда (Позиции с 1-й по 34-ю) | Стартуют с первого раунда (Позиции с 35-й по 46-ю) |
| --- | --- | --- |
| 1. Иран (21) 2. Япония (26) 3. Республика Корея (37) 4. Австралия (41) 5. Катар (55) 6. ОАЭ (67) 7. Саудовская Аравия (72) 8. Китай (74) 9. Ирак (76) 10. Сирия (83) 11. Узбекистан (85) 12. Ливан (86) 13. Оман (86) 14. Кыргызстан (95) 15. Иордания (97) 16. Вьетнам (98) 17. Палестина (99) | 1. Индия (101) 2. Бахрейн (111) 3. Таиланд (114) 4. Таджикистан (120) 5. КНДР (121) 6. Филиппины (124) 7. Китайский Тайбэй (125) 8. Туркменистан (136) 9. Мьянма (140) 10. Гонконг (141) 11. Йемен (146) 12. Афганистан (149) 13. Мальдивы (151) 14. Кувейт (156) 15. Индонезия (159) 16. Сингапур (160) 17. Непал (161) | 1. Малайзия (168) 2. Камбоджа (173) 3. Макао (183) 4. Лаос (184) 5. Бутан (186) 6. Монголия (187) 7. Бангладеш (188) 8. Гуам (193) 9. Бруней (194) 10. Восточный Тимор (195) 11. Пакистан (200) 12. Шри-Ланка (202) |

## Первый раунд
Жеребьевка состоялась 17 апреля 2019 года в Куала-Лумпуре, Малайзия.
Первые матчи состоялись 6 и 7 июня, ответные 11 июня 2019 года.
| Команда 1 | Итог | Команда 2       | 1-й матч | 2-й матч |
| --------- | ---- | --------------- | -------- | -------- |
| Монголия  | 3:2  | Бруней          | 2:0      | 1:2      |
| Макао     | 1:3  | Шри-Ланка       | 1:0      | 0:3 *    |
| Лаос      | 0:1  | Бангладеш       | 0:1      | 0:0      |
| Малайзия  | 12:2 | Восточный Тимор | 7:1      | 5:1      |
| Камбоджа  | 4:1  | Пакистан        | 2:0      | 2:1      |
| Бутан     | 1:5  | Гуам            | 1:0      | 0:5      |

- Первый домашний матч окончился победой Макао 1:0, а вот вторая игра была отменена, так как делегация Макао была озадачена недавним терактом в Шри-Ланке и подала запрос на проведение матча на нейтральном поле. Это прошение было отклонено от ФИФА, а сборная Макао не явилась на игру, получив техническое поражение 3:0.

## Второй раунд
Жеребьевка состоялась 17 июля 2019 года в Куала-Лумпуре, Малайзия.

### Отбор к чемпионату мира и к Кубку Азии
Матчи второго раунда начались 5 сентября 2019 и должны были завершиться 9 июня 2020 года, но из-за пандемии коронавируса окончание второго раунда сдвинулось на 2021 год.
В этом раунде в 8 группах по 5 команд были проведены двухкруговые турниры, которые одновременно стали этапом отбора к Кубку Азии 2023.
Победители групп, а также лучшие 5 команд из занявших вторые места напрямую вышли в финальную часть Кубка Азии, а также в третий раунд отбора к чемпионату мира. Все остальные команды из отбора к чемпионату мира выбыли.
В третий этап отбора к Кубку Азии напрямую проходят:
- Худшие 3 команды из занявших вторые места;
- Команды, занявшие третьи места;
- Лучшие 4 команды из занявших четвёртые места.

Худшие 4 команды из занявших четвёртые места, а также команды, занявшие пятые места, сыграют в дополнительном раунде плей-офф в два этапа. 8 победителей этого раунда пройдут в третий раунд отбора к Кубку Азии.
| Место в группе | Место в группе | Количество команд | Отбор к ЧМ-2022               | Отбор к Кубку Азии 2023                                        |
| -------------- | -------------- | ----------------- | ----------------------------- | -------------------------------------------------------------- |
| 1              | 1              | 12                | Выходят в третий раунд отбора | Выходят в финальную часть                                      |
| 2              | Лучшие 5       | 12                | Выходят в третий раунд отбора | Выходят в финальную часть                                      |
| 2              | Худшие 3       | 16                | Выбывают                      | Выходят в третий раунд отбора                                  |
| 3              |                | 16                | Выбывают                      | Выходят в третий раунд отбора                                  |
| 4              | Лучшие 4       | 16                | Выбывают                      | Выходят в третий раунд отбора                                  |
| 4              | Худшие 4       | 12                | Выбывают                      | Сыграют в раунде плей-офф за право выйти в третий раунд отбора |
| 5              |                | 12                | Выбывают                      | Сыграют в раунде плей-офф за право выйти в третий раунд отбора |

Позднее схема третьего раунда и раунда плей-офф отбора Кубка Азии была изменена. В соответствии с новой схемой в третий раунд отбора Кубка Азии помимо 3 оставшихся команд со вторых мест выходили занявшие третьи и четвёртые места, а также 3 лучшие команды из занявших пятые места.

### Жеребьёвка
Жеребьёвка второго раунда прошла 17 июля 2019. Для целей жеребьёвки команды были разбиты на 5 «корзин»:
| Корзина 1                                                                                        | Корзина 2                                                                            | Корзина 3                                                                                           | Корзина 4                                                                                     | Корзина 5                                                                                   |
| ------------------------------------------------------------------------------------------------ | ------------------------------------------------------------------------------------ | --------------------------------------------------------------------------------------------------- | --------------------------------------------------------------------------------------------- | ------------------------------------------------------------------------------------------- |
| 1. Иран 2. Япония 3. Республика Корея 4. Австралия 5. Катар 6. ОАЭ 7. Саудовская Аравия 8. Китай | 1. Ирак 2. Узбекистан 3. Сирия 4. Оман 5. Ливан 6. Кыргызстан 7. Вьетнам 8. Иордания | 1. Палестина 2. Индия 3. Бахрейн 4. Таиланд 5. Таджикистан 6. КНДР 7. Китайский Тайбэй 8. Филиппины | 1. Туркменистан 2. Мьянма 3. Гонконг 4. Йемен 5. Афганистан 6. Мальдивы 7. Кувейт 8. Малайзия | 1. Индонезия 2. Сингапур 3. Непал 4. Камбоджа 5. Бангладеш 6. Монголия 7. Гуам 8. Шри-Ланка |

### Правила при равенстве очков
В случае равенства очков между двумя или несколькими командами в группе применялись следующие критерии:
- Разница забитых и пропущенных мячей
- Общее количество забитых мячей
- Количество очков в очных встречах
- Разница забитых и пропущенных мячей в очных встречах
- Общее количество забитых мячей в очных встречах

В случае сохранения равенства между командами после применения всех этих критериев, они сыграли бы между собой дополнительный матч на нейтральном поле.
Такие же правила применялись для определения лучших и худших команд из числа занявших вторые и четвёртые места. Поскольку после исключения из турнира Индонезии в группе F стало команд на одну меньше, чем в других группах, результаты матчей с командами, занявшими пятые места, не учитывались.
 Команда вышла в финальный турнир КА и в третий раунд отбора к ЧМ
 Команда выбыла из отбора к ЧМ и примет участие в третьем раунде отбора на Кубок Азии
 Команда выбыла из отбора к ЧМ и примет участие в дополнительном раунде плей-офф в рамках отбора на КА

### Группа А
| М | Команда   | И | В | Н | П | Мячи    | ±   | О  |
| - | --------- | - | - | - | - | ------- | --- | -- |
| 1 | Сирия     | 8 | 7 | 0 | 1 | 22 − 7  | +15 | 21 |
| 2 | Китай     | 8 | 6 | 1 | 1 | 30 − 3  | +27 | 19 |
| 3 | Филиппины | 8 | 3 | 2 | 3 | 13 − 11 | +2  | 11 |
| 4 | Мальдивы  | 8 | 2 | 1 | 5 | 7 − 20  | −13 | 7  |
| 5 | Гуам      | 8 | 0 | 0 | 8 | 2 − 32  | −30 | 0  |

И — игры, В — выигрыши, Н — ничьи, П — проигрыши, Мячи — забитые и пропущенные голы, ± — разница голов, О — очки

### Группа B
| М | Команда          | И | В | Н | П | Мячи   | ±   | О  |
| - | ---------------- | - | - | - | - | ------ | --- | -- |
| 1 | Австралия        | 8 | 8 | 0 | 0 | 28 − 2 | +26 | 24 |
| 2 | Кувейт           | 8 | 4 | 2 | 2 | 19 − 7 | +12 | 14 |
| 3 | Иордания         | 8 | 4 | 2 | 2 | 13 − 3 | +10 | 14 |
| 4 | Непал            | 8 | 2 | 0 | 6 | 4 − 22 | −18 | 6  |
| 5 | Китайский Тайбэй | 8 | 0 | 0 | 8 | 4 − 34 | −30 | 0  |

И — игры, В — выигрыши, Н — ничьи, П — проигрыши, Мячи — забитые и пропущенные голы, ± — разница голов, О — очки

### Группа C
| М | Команда  | И | В | Н | П | Мячи   | ±   | О  |
| - | -------- | - | - | - | - | ------ | --- | -- |
| 1 | Иран     | 8 | 6 | 0 | 2 | 34 − 4 | +30 | 18 |
| 2 | Ирак     | 8 | 5 | 2 | 1 | 14 − 4 | +10 | 17 |
| 3 | Бахрейн  | 8 | 4 | 3 | 1 | 15 − 4 | +11 | 15 |
| 4 | Гонконг  | 7 | 1 | 2 | 4 | 4 − 13 | −9  | 5  |
| 5 | Камбоджа | 8 | 0 | 1 | 7 | 2 − 44 | −42 | 1  |

И — игры, В — выигрыши, Н — ничьи, П — проигрыши, Мячи — забитые и пропущенные голы, ± — разница голов, О — очки

### Группа D
| М | Команда           | И | В | Н | П | Мячи    | ±   | О  |
| - | ----------------- | - | - | - | - | ------- | --- | -- |
| 1 | Саудовская Аравия | 8 | 6 | 2 | 0 | 22 − 4  | +18 | 20 |
| 2 | Узбекистан        | 8 | 5 | 0 | 3 | 18 − 9  | +9  | 15 |
| 3 | Палестина         | 8 | 3 | 1 | 4 | 10 − 10 | 0   | 10 |
| 4 | Сингапур          | 8 | 2 | 1 | 5 | 7 − 22  | −15 | 7  |
| 5 | Йемен             | 8 | 1 | 2 | 5 | 6 − 18  | −12 | 5  |

И — игры, В — выигрыши, Н — ничьи, П — проигрыши, Мячи — забитые и пропущенные голы, ± — разница голов, О — очки

### Группа E
| М | Команда    | И | В | Н | П | Мячи   | ±   | О  |
| - | ---------- | - | - | - | - | ------ | --- | -- |
| 1 | Катар      | 8 | 7 | 1 | 0 | 18 − 1 | +17 | 22 |
| 2 | Оман       | 8 | 6 | 0 | 2 | 16 − 6 | +10 | 18 |
| 3 | Индия      | 8 | 1 | 4 | 3 | 6 − 7  | −1  | 7  |
| 4 | Афганистан | 8 | 1 | 3 | 4 | 5 − 15 | −10 | 6  |
| 5 | Бангладеш  | 8 | 0 | 2 | 6 | 3 − 19 | −16 | 2  |

И — игры, В — выигрыши, Н — ничьи, П — проигрыши, Мячи — забитые и пропущенные голы, ± — разница голов, О — очки

### Группа F
| М | Команда     | И | В | Н | П | Мячи    | ±   | О  |
| - | ----------- | - | - | - | - | ------- | --- | -- |
| 1 | Япония      | 8 | 8 | 0 | 0 | 46 − 2  | +44 | 24 |
| 2 | Таджикистан | 8 | 4 | 1 | 3 | 14 − 12 | +2  | 13 |
| 3 | Кыргызстан  | 8 | 3 | 1 | 4 | 19 − 12 | +7  | 10 |
| 4 | Монголия    | 8 | 2 | 0 | 6 | 3 − 27  | −24 | 6  |
| 5 | Мьянма      | 8 | 2 | 0 | 6 | 6 − 35  | −29 | 6  |

И — игры, В — выигрыши, Н — ничьи, П — проигрыши, Мячи — забитые и пропущенные голы, ± — разница голов, О — очки

### Группа G
| М | Команда   | И | В | Н | П | Мячи    | ±   | О  |
| - | --------- | - | - | - | - | ------- | --- | -- |
| 1 | ОАЭ       | 8 | 6 | 0 | 2 | 23 − 7  | +16 | 18 |
| 2 | Вьетнам   | 8 | 5 | 2 | 1 | 13 − 5  | +8  | 17 |
| 3 | Малайзия  | 8 | 4 | 0 | 4 | 10 − 12 | −2  | 12 |
| 4 | Таиланд   | 8 | 2 | 3 | 3 | 9 − 9   | 0   | 9  |
| 5 | Индонезия | 8 | 0 | 1 | 7 | 5 − 27  | −22 | 1  |

И — игры, В — выигрыши, Н — ничьи, П — проигрыши, Мячи — забитые и пропущенные голы, ± — разница голов, О — очки

### Группа H
| М | Команда          | И | В | Н | П | Мячи   | ±   | О  |
| - | ---------------- | - | - | - | - | ------ | --- | -- |
| 1 | Республика Корея | 6 | 5 | 1 | 0 | 22 − 1 | +21 | 16 |
| 2 | Ливан            | 6 | 3 | 1 | 2 | 11 − 8 | +3  | 10 |
| 3 | Туркменистан     | 6 | 3 | 0 | 3 | 8 − 11 | −3  | 9  |
| 4 | Шри-Ланка        | 6 | 0 | 0 | 6 | 2 − 23 | −21 | 0  |

И — игры, В — выигрыши, Н — ничьи, П — проигрыши, Мячи — забитые и пропущенные голы, ± — разница голов, О — очки

 КНДР снялась с турнира

### Определение лучших команд из занявших вторые места
Очки и разница мячей показаны без учёта матчей с пятой командой в группе.
| М | Команда       | И | В | Н | П | Мячи   | ±   | О  |
| - | ------------- | - | - | - | - | ------ | --- | -- |
| 1 | A Китай       | 6 | 4 | 1 | 1 | 16 − 3 | +13 | 13 |
| 2 | E Оман        | 6 | 4 | 0 | 2 | 9 − 5  | +4  | 12 |
| 3 | C Ирак        | 6 | 3 | 2 | 1 | 6 − 3  | +3  | 11 |
| 4 | G Вьетнам     | 6 | 3 | 2 | 1 | 6 − 4  | +2  | 11 |
| 5 | H Ливан       | 6 | 3 | 1 | 2 | 11 − 8 | +3  | 10 |
| 6 | F Таджикистан | 6 | 3 | 1 | 2 | 7 − 8  | −1  | 10 |
| 7 | D Узбекистан  | 6 | 3 | 0 | 3 | 12 − 9 | +3  | 9  |
| 8 | B Кувейт      | 6 | 2 | 2 | 2 | 8 − 6  | +2  | 8  |

И — игры, В — выигрыши, Н — ничьи, П — проигрыши, Мячи — забитые и пропущенные голы, ± — разница голов, О — очки

### Определение лучших команд из занявших пятые места
для третьего раунда отбора к Кубку Азии
| М | Команда            | И | В | Н | П | Мячи   | ±   | О |
| - | ------------------ | - | - | - | - | ------ | --- | - |
| 1 | F Мьянма           | 8 | 2 | 0 | 6 | 6 − 35 | −29 | 6 |
| 2 | D Йемен            | 8 | 1 | 2 | 5 | 6 − 18 | −12 | 5 |
| 3 | E Бангладеш        | 8 | 0 | 2 | 6 | 3 − 19 | −16 | 2 |
| 4 | G Индонезия        | 8 | 0 | 1 | 7 | 5 − 27 | −22 | 1 |
| 5 | C Камбоджа         | 8 | 0 | 1 | 7 | 2 − 44 | −42 | 1 |
| 6 | B Китайский Тайбэй | 8 | 0 | 0 | 8 | 4 − 34 | −30 | 0 |
| 7 | A Гуам             | 8 | 0 | 0 | 8 | 2 − 32 | −30 | 0 |

И — игры, В — выигрыши, Н — ничьи, П — проигрыши, Мячи — забитые и пропущенные голы, ± — разница голов, О — очки

## Третий раунд
Жеребьевка третьего раунда прошла 1 июля 2021 в 15:00 (UTC+8), в Куала-Лумпур, Малайзия.

#### Группа A
| М | Команда          | И  | В | Н | П | Мячи   | ±   | О  |
| - | ---------------- | -- | - | - | - | ------ | --- | -- |
| 1 | Иран             | 10 | 8 | 1 | 1 | 15 − 4 | +11 | 25 |
| 2 | Республика Корея | 10 | 7 | 2 | 1 | 13 − 3 | +10 | 23 |
| 3 | ОАЭ              | 10 | 3 | 3 | 4 | 7 − 7  | 0   | 12 |
| 4 | Ирак             | 10 | 1 | 6 | 3 | 6 − 12 | −6  | 9  |
| 5 | Сирия            | 10 | 1 | 3 | 6 | 9 − 16 | −7  | 6  |
| 6 | Ливан            | 10 | 1 | 3 | 6 | 5 − 13 | −8  | 6  |

И — игры, В — выигрыши, Н — ничьи, П — проигрыши, Мячи — забитые и пропущенные голы, ± — разница голов, О — очки

#### Группа B
| М | Команда           | И  | В | Н | П | Мячи    | ±   | О  |
| - | ----------------- | -- | - | - | - | ------- | --- | -- |
| 1 | Саудовская Аравия | 10 | 7 | 2 | 1 | 12 − 6  | +6  | 23 |
| 2 | Япония            | 10 | 7 | 1 | 2 | 12 − 4  | +8  | 22 |
| 3 | Австралия         | 10 | 4 | 3 | 3 | 15 − 9  | +6  | 15 |
| 4 | Оман              | 10 | 4 | 2 | 4 | 11 − 10 | +1  | 14 |
| 5 | Китай             | 10 | 1 | 3 | 6 | 9 − 19  | −10 | 6  |
| 6 | Вьетнам           | 10 | 1 | 1 | 8 | 8 − 19  | −11 | 4  |

И — игры, В — выигрыши, Н — ничьи, П — проигрыши, Мячи — забитые и пропущенные голы, ± — разница голов, О — очки

## Четвёртый раунд
Стыковой матч состоялся 7 июня 2022 года.
| Команда 1 | Счёт | Команда 2 |
| --------- | ---- | --------- |
| ОАЭ       | 1:2  | Австралия |

## Бомбардиры
Полужирным выделены футболисты, до сих пор участвующие в отборочном турнире.
| Место | Футболист       | Сборная | Голов | Игр |
| ----- | --------------- | ------- | ----- | --- |
| 1     | Али Мабхут      | ОАЭ     | 14    | 10  |
| 2     | У Лэй           | Китай   | 12    | 13  |
| 3     | Умар ас-Сума    | Сирия   | 9     | 8   |
| 3     | Юя Осако        | Япония  | 9     | 8   |
| 3     | Такуми Минамино | Япония  | 9     | 10  |
| 3     | Сердар Азмун    | Иран    | 9     | 11  |